# 大阪市交通局2601形電車
大阪市交通局2601形電車（おおさかしこうつうきょく2601かたでんしゃ）とは、1955年に登場した大阪市電の路面電車である。書籍によっては2600形としている場合もあるが、正式な形式名称は他の大阪市電各形式と同様、下一桁が「1」起番の2601形である。

## 概要
第二次世界大戦後老朽化が目立ち始めていた木造ボギー車の置き換えを目的として、2101形とほぼ同等の車体を新造した2501形更新車4両に引き続き、1955年から1961年にかけて大阪車輌工業の手により2601 - 2714の計114両が製造された。
本来は戦災を経てなお97両が残存していた1001形（旧1081形）木造車を鋼製化して、当時「静かなる電車」と謳われた和製PCCカーである3001形と同様の車体へ乗せ替えることが目的であったが、1001形の更新完了後も、戦前に作られ戦災復旧車の多かった861形および868形や、阪堺電鉄（新阪堺）引き継ぎ車で市電の標準から外れる車体を持っていた1201・1301形、それに1401形といった1001形と同等の機器を備えた車両の台車や電気部品を流用することで、増備が継続された。なお、引き続き801形の更新も検討されたが、この頃から市電廃止計画が具体化し、余剰車が発生したこともあって、それ以上の増備は行われなかった。
3001形の半値と言われた安価な建造コストが最大の特徴、という廉価版仕様であるが、3001形譲りの明るく近代的な内装は乗客から歓迎された。また直接制御器をはじめとする従来型電装品とやはり在来型の単純な空制機器を搭載しており、革新的過ぎる3001形の操作性に難色を示したベテラン乗務員にもこちらは抵抗無く受け入れられたため、大阪市電全線区において幅広く運用された。
台車はブリル77E、主電動機は端子電圧600V時の定格出力が37.5kW≒50馬力のSS-50、制御器はKR-8、そしてブレーキはSM3直通ブレーキ、という至って平凡かつ古典的な仕様が基本であった。ただし、種車の事情で異なる機器が搭載された例も見られ、後期には乗り心地改善を図って、台車を1601形などからの廃車発生品であるオールコイルバネの大阪市電型台車へ交換したものも存在した。
室内灯は当初管球による白熱灯であったが、途中で架線電圧を降圧して利用する、直流点灯式蛍光灯へ変更され､さらに最終増備グループになると電動発電機を搭載してそこから給電する交流点灯式蛍光灯、それもグローブ付きで優等車なみの仕様へと進歩していった。また車体も、車掌台の窓が引き違い窓になるなどの変化がある。
後年、2626 - 2639の14両が2201形全車と共にワンマンカーに改造された。これらの車両は23号系統（都島車庫-港車庫）で使用されたが、同系統が廃止となった1968年に運転を終了した。それ以外のツーマンカーは、路線縮小の度に数を減らしつつも、大阪市電が全線廃止になる1969年3月31日のさよなら運転まで営業運転に供された。

## 譲渡車

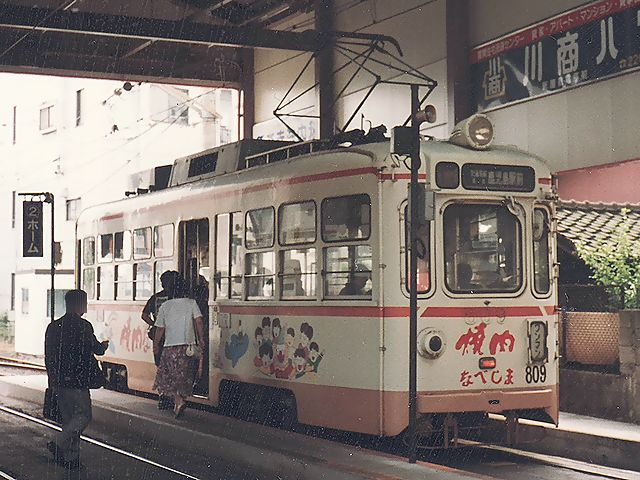
鹿児島市電に譲渡された車両

1968年の23号系統廃止後、ワンマン仕様車全車が広島電鉄に移籍して900形となった。それ以外の100両のうち、2611 - 2616・2621 - 2625・2694 - 2714の合計32両がワンマン仕様に改造（書類上は新製扱い）され鹿児島市電に移籍して800形となったが、伊敷線・上町線廃止の際に17両が廃車、残った15両は冷房化および台車交換を実施して継続使用されたが、車体の老朽化のため1995年から2000年にかけて全車廃車され、主要機器は9500形に流用された。

## 保存車
大阪市電の廃止後、用済みとなった多数の車両が民間に払い下げられ、譲渡車を除いても68両あった2601形も当然に払い下げ対象となったが、払い下げられた各形式の内、3001形の少なからぬ数が今も丁寧に保存されているのに対し、2601形は住宅として転用されるなど「実用品」として活用されたものが多く、廃止から40年近く経過した現在では、ほとんど現存していない。また、現存例も大阪市交通局による公式な保存車群に含まれなかったため、状態の良いものは皆無に等しく、原形をとどめていないものが大半を占めている。

## 種車となった各形式の車種別改造数
『大阪市電 -大阪市電66年の記録-』に拠る。（#）は該当車両である。
- 861形（旧2001形）：6両（#2703・2706・2708・2709・2711・2713）
- 868形（旧2011形）：6両（#2704・2705・2707・2710・2712・2714）
- 1201形：3両（#2696～2698）
- 1301形：4両（#2699～2702）
- 1401形：2両（#2694・2695）
- 1001形（1081形）：93両（#2693まで）